# تان تیین، بس کن
تان تیین، بس کن (به لاتین: Tân Tiến, Bắc Kạn) یک منطقهٔ مسکونی در ویتنام است که در استان باک کان واقع شده‌است.